# Сабахатин Али
Сабахаттин Али (на турски: Sabahattin Ali) (25 февруари 1907 – 2 април 1948) е турски писател-реалист, романист, поет, преводач и журналист.
В творчеството си рисува нищетата в турското село, живота на дребното чиновничество. Остро критикува капиталистическия режим и профашистката политика на Турция през Втората световна война.

## Биография
Роден е в с. Егридере (дн. гр. Ардино), Османската империя. Израства в семейство на офицер, пътувало с него из страната от един гарнизон в друг. Баща му умира млад и семейството остава в бедност.
Завършва учителски колеж в Истанбул. От 1928 до 1930 г. учи във Факултета по филология в Берлинския университет, но след това е принуден да напусне Германия заради скандала, причинен от скарване с германски студенти фашисти, от който тръгват обидни коментари за турския народ.
Произведенията на му бързо срещат неприязън от страна на официалните турски власти. Подложен е на преследвания, арестуван (1933) за критика на режима на Ататюрк стихотворение, но скоро е пуснат от затвора. По време на Втората световна война негови книги се забраняват и публично се изгарят. Последният сборник разкази „Стъклен дворец“ (1947) веднага е забранен от цензурата и е конфискуван.
Убит е на турския граничен контролно-пропускателен пункт при Лозенград. Счита се, че убийството е извършено чрез тайната полиция поради критичните оценки на писателя за политиката на правителството.

## Памет
По повод убийството на Сабахаттин Али известният френски писател Луи Арагон пише: „Убиха турския Горки“.
В родния град на писателя Ардино тържествено е чествана 100-годишнината от рождението му на 31 март 2007 г. В града е издигнат паметник с бюст на писателя, намиращ се между Историческия музей и Старата барутчийница. Произведенията му са познати в България, тъй като се изучават в училище от 1950-те години.

## Творчество
- „Планини и вятър“ – стихосбирка, 1934 г.
- „Мелница“ – сборник разкази, 1935 г.
- „Глас“ – сборник разкази, 1937 г.
- „Юсуф от Куюджак“ – роман, 1937 г.
- „Дяволът е вътре в нас“ – роман, 1940 г.
- „Роби“ – пиеса, 1943 г. и др.